# Laskning
Laskning (med lask eller skarvbräda)  kallas en metod som innebär att man sammanfogar ändarna på trävirke eller metall endera med utanpåliggande material eller med uttunning av båda ändarna och hopfogning omlott med lim och/eller fästdon såsom spik, nit, skruv, plugg eller lödning. Laskning förekommer vid till exempel båtbygge, timring och möbelsnickeri men även inom äldre järnsmide och kopparslageri.

## Olika typer av laskar

### Bladlask
Bladlask Skarven är uthyvlad till en spets, till exempel 10 eller 12x av virkets
tjocklek. Följaktligen blir skarvens längd 200 mm om virket är 20 mm tjockt.
En bladlask limmas med lämpligt lim. Man kan också nita ihop lasken med till exempel kopparnit. 
En bladlask kan utföras också i en del snickeri, att foga tillsammans halvt i halvt. Halva delen i varje ände av träet till exempel 100 mm avlägsnas och lägges i varandra.

Bladning med halvt i halvt.
Bladning lask med ett halvt 45° blad.

### Haklask

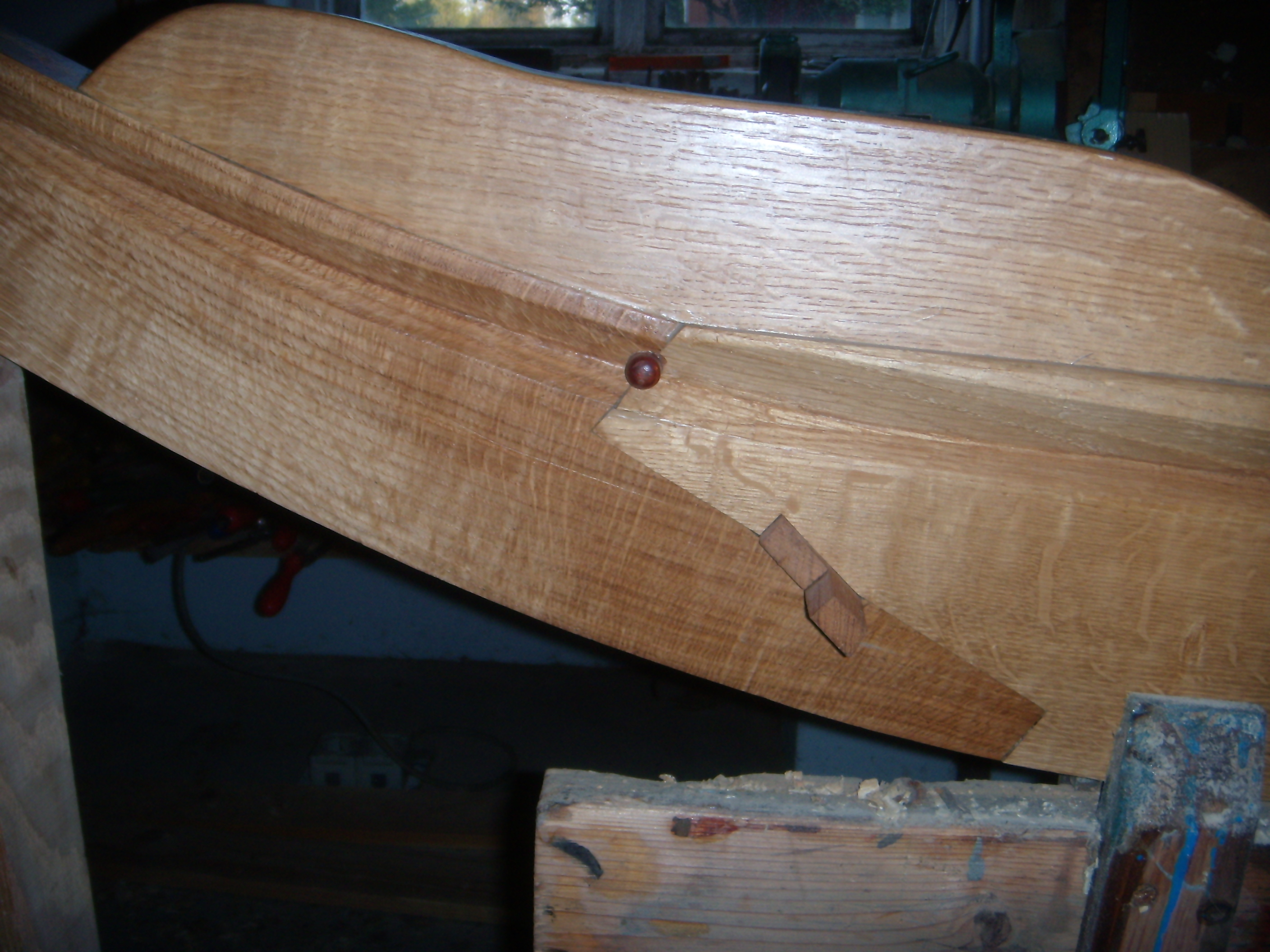
Haklask med dragkilar mellan stäv och köl. I spunningen har skarven en genomgående träplugg/skärnagel som tjänar som (vattenstopp).

Haklask är en skarv längs med kölstocken vid en förlängning av densamma eller en lask mellan kölen och stäven. Haklask monteras med dragkilar och bultförband.
Haklask är att finna även i äldre timmerbyggnader till exempel i syll eller hammarband

### Laxstjärt

Dubbel laxstjärt

Laxstjärt används för laskning av virke på längden eller till exempel däcksbalkar med balkvägare eller längsgående ruffkarvel med däcksbalkar. Laxstjärt är att likna symboliskt med en fiskstjärt, benämnes även laxa ihop virke. Laxstjärt utföres dubbel eller enkel. Laxstjärt användes för i trähus, bjälklag anbringades i syll samt takstol i hammarband och utföres vid reparation.

### Snedlask
Snedlask virket är uthyvlat till en diagonal spets, till exempel 5 eller 6x virkets bredd. Skarvens längd blir alltså 500 mm om virket har en bred av 100 mm. Skarven bör limmas med lämpligt lim vid till exempel båtbygge.

### Stumlask
Stumlask är en vinkelrät skarv som ligger över bakomvarande spant i en kravellbyggd båt. I klinkbygge är borden skarvade med en laskbricka medelst nitning med kopparspik. Stumlask är att se när ändträ ligger mot ändträ, och används även i all slags byggnadssnickeri samt övrigt snickeri.

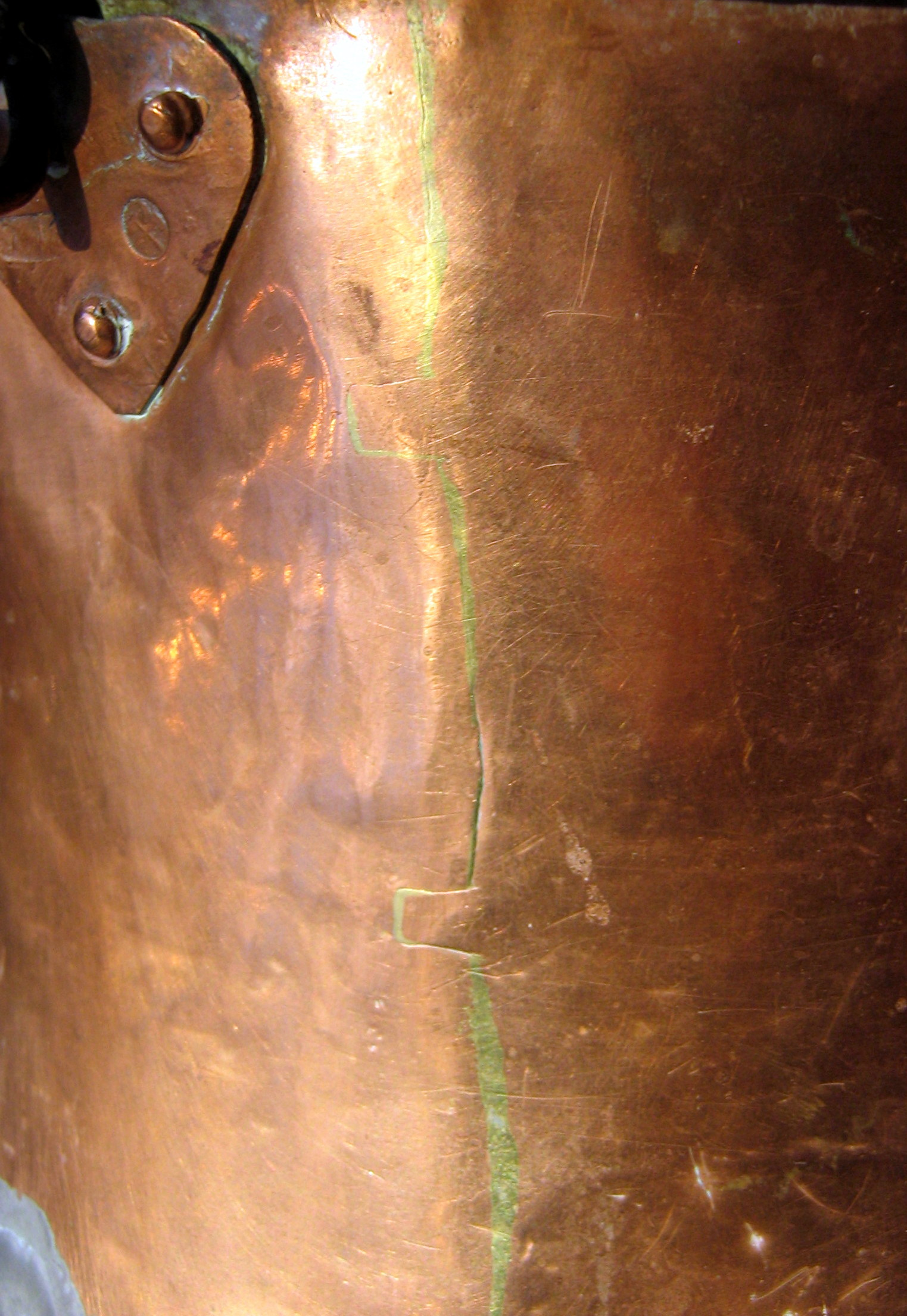
Laskat kopparkärl.